# Toyota MR2
O MR2 foi um automóvel desportivo equipado com motor central produzido pela Toyota entre 1984 e 2007 ao longo de três gerações: W10 (1984-1989), W20 (1990-1999) e W30 (2000-2007). Foi o primeiro carro de produção com motor central do Japão.
Concebido como um carro pequeno, econômico e esportivo, o MR2 empregava elementos de design simples, incluindo suspensões dianteira e traseira de suspensão MacPherson totalmente independentes, freios a disco de quatro rodas e motores de quatro cilindros montados transversalmente.

O nome MR2 significa "mid-ship, run-about, 2-seater" ou "mid-engine, rear-wheel-drive, 2-seater".